# WD 1202-232
WD 1202-232 (LP 852-7) es una enana blanca de magnitud aparente +12,79 situada en la constelación del Cuervo. Medidas precisas de su paralaje la sitúan a una distancia de 35,4 años luz del sistema solar.
WD 1202-232 es una enana blanca con una temperatura efectiva de 8590 ± 170 K, unos 600 K mayor que la de Gliese 440, una de las enanas blancas solitarias más cercanas.
A diferencia del resto de las estrellas, las enanas blancas no generan energía por fusión nuclear, sino que radian al exterior el exceso de calor a un ritmo constante y, con el tiempo, su temperatura superficial va descendiendo. 
La edad de WD 1202-232, como enana blanca, se estima en unos 780 millones de años.
WD 1202-232 brilla con una luminosidad equivalente al 0,09 % de la luminosidad solar.
A pesar de lo bajo que puede parecer este valor, WD 1202-232 es cinco veces más luminosa que la estrella de Van Maanen.
Tiene una masa estimada entre el 52 % y el 66 % de la masa solar.
De tipo espectral DAZ5.7, su atmósfera es rica en hidrógeno y metales.